# Pamela (cantora)
Pamela Viana Jardim, mais conhecida como Pamela (Recife, 4 de outubro de 1982) é uma cantora brasileira de música cristã contemporânea e pop teen.

## Biografia
Pamela canta desde os 8 anos de idade. Foram lançados dois trabalhos independentes produzido pelo seu pai: Decisão e Tua presença, mas o que lhe deu conhecimento pelo público foi o CD de título Tudo Que Sou. lançado pela gravadora Zekap Gospel.
Em 10 de outubro de 2002, Pamela assinou contrato com a MK Music. Seu primeiro disco pela nova gravadora foi Um Passo ao Céu, voltado para o público adolescente, sendo sucesso absoluto e lhe rendendo uma versão remix do sucesso "Caminho da Perfeição".
Dois anos depois, lançou A Chuva, que trouxe diversidade de ritmos e temas, como o romantismo e lhe rendeu seu primeiro disco de ouro da ABPD. Seu quarto disco, Sal e Luz distribuído em 2006 também foi disco de ouro.
Em 2007, a cantora gravou sua primeira obra em língua estrangeira, o disco Pamela en español, que recebeu uma indicação ao Grammy Latino na categoria Melhor álbum cristão em língua espanhola.
Em 2008, Pamela gravou mais um trabalho, produzido por Rogério Vieira, A Chave, mostrando seu amadurecimento musical, fundindo o pop com o congregacional, como na faixa-título, "Dá-me os teus olhos", "Lindo Céu" entre outros. Dois anos depois, lançou Ritmo e Poesia, com influências de funk e dance. Em 2011, foi indicada ao Troféu Promessas na categoria Melhor cantora.
Em agosto de 2012 foi lançado Recuperando o Tempo. O disco foi lançado pela Mess Entretenimento, após lançar discos pela MK Music durante vários anos.
Em 7 de março de 2014 assinou contrato com a Som Livre e em agosto do mesmo ano lançou o álbum Tempo de Sorrir que ultrapassou já a marca de 30 mil cópias vendidas, e nesse mesmo álbum contém o sucesso "Flecha em Suas Mãos" 
Em 6 de março de 2017 voltou para a MK Music.[carece de fontes?] lançando o álbum Tour do Amor, e logo depois o single "De Joelhos Aqui'".

## Discografia
Álbuns de estúdio
- 1995: Decisão
- 1998: Tua Presença
- 2001: Tudo Que Sou
- 2002: Um Passo ao Céu
- 2004: A Chuva
- 2006: Sal e Luz
- 2007: Pamela en español
- 2008: A Chave
- 2010: Ritmo e Poesia
- 2012: Recuperando o Tempo
- 2014: Tempo de Sorrir
- 2024: Studio Session

Álbuns ao vivo
- 2017: Tour do Amor

Singles (Plataformas Digitais)
- 2017 - Para Quem se Humilhar
- 2018 - De Joelhos Aqui
- 2019 - Ao Som De Sua Voz
- 2019 - Ele é o Mesmo (ft. Anderson Freire)
- 2019 - Florescer
- 2020 - Agora

Compilações
- 2007: MK CD Ouro: As 10 mais de Pamela
- 2008: O melhor da musica Gospel Ed 14 (Revista + CD)
- 2010: Falando de Amor